# Pseudoliogenys bidentula
Pseudoliogenys bidentula är en skalbaggsart som beskrevs av Leon Fairmaire 1892. Pseudoliogenys bidentula ingår i släktet Pseudoliogenys och familjen Melolonthidae. Inga underarter finns listade i Catalogue of Life.